# Signe
 For alternative betydninger, se Signe (flertydig). (Se også artikler, som begynder med Signe)
Signe er datter af Vølsung og Ljod. Tvillingesøster til Sigmund. Bliver gift med Siggeir og får med ham fire sønner.
| Mytologi | Spire Denne artikel om mytologi er en spire som bør udbygges. Du er velkommen til at hjælpe Wikipedia ved at udvide den. |